# مذاکرات برگزیت
مذاکرات بین انگلیس و اتحادیه اروپا برای خروج انگلیس از اتحادیه اروپا به نام برگزیت، پس از همه‌پرسی عضویت بریتانیا در اتحادیه اروپا در ۲۳ ژوئن ۲۰۱۶، در حال انجام است.
دوره مذاکرات در تاریخ ۲۹ مارس ۲۰۱۷ آغاز شد، زمانی که انگلستان توافقنامه خروج را مطابق ماده ۵۰ پیمان اتحادیه اروپا ابلاغ کرد. تحت مهلت دو ساله مندرج ماده ۵۰، این دوره در تاریخ ۲۹ مارس ۲۰۱۹ به پایان می‌رسید.
در روز ۱۹ ژوئن ۲۰۱۷، دیوید دیویس، وزیر وقت برگزیت، در بروکسل وارد مذاکره با میشل بارنی، معاون مذاکره کننده ارشد کمیسیون اروپا شد. مذاکرات در مورد توافقنامه خروج (که شامل یک دوره انتقالی و یک طرح کلی از اهداف برای رابطه آینده بین انگلیس و اتحادیه اروپا) در ماه نوامبر ۲۰۱۸ به پایان رسید و اتحادیه اروپا نشان می‌دهد که مذاکرات بیشتر یا تغییرات قبل از اینکه بریتانیا به‌طور قانونی برگردد امکان‌پذیر خواهد بود اگر موافقتنامه عقب‌نشینی توسط انگلستان و سایر دولتهای اتحادیه اروپا تصویب شده و به اجرا درآید، مذاکرات بیشتر برای حل معاهدات تجارت آزاد بین اتحادیه اروپا و اعضای آن (از جمله بریتانیا) برای یک بخش و کشورهای ثالث برای بخش دیگر، و سهمیه تعرفه، که ممکن است تقسیم یا مذاکره مجدد شود.
در مارس ۲۰۱۹، نخست‌وزیر بریتانیا، ترزا می و رهبران اتحادیه اروپا، یک تأخیر دو هفته ای را به انجام دادند و آخرین مهلت را از ۲۹ مارس تا ۱۲ آوریل ۲۰۱۹ تغییر داده شد. این تأخیر در نظر گرفته شده‌است که به پارلمان انگلیس اجازه دهد که بحث پیشنهاد برگزیت را مورد بحث قرار دهد. در تاریخ ۲۷ مارس ۲۰۱۹، ترزا می قول داد به عنوان نخست‌وزیر استعفا دهد، اگر توافق‌نامهٔ برگزیت خود را از طریق مجلس به تصویب برساند. اتحادیه اروپا ۱۰ آوریل ۲۰۱۹ مهلت بریتانیا برای خروج را تا ۳۱ اکتبر (۹ آبان) تمدید کرد.

## زمینه

### انتخابات عمومی انگلستان ۲۰۱۵
در بیانیه حزب محافظه کار برای انتخابات عمومی انگلستان در ماه مه سال ۲۰۱۵، رفراندوم اتحادیه اروپا در پایان سال ۲۰۱۷ وعده داده شده بود.
رفراندوم که در تاریخ ۲۳ ژوئن ۲۰۱۶ برگزار شد، ۵۲ درصد رای اکثریت را برای خروج از اتحادیه اروپا به دست آورد.